# Laelia obsoleta
Laelia obsoleta är en fjärilsart som beskrevs av Fabricius 1793. Laelia obsoleta ingår i släktet Laelia och familjen tofsspinnare. Inga underarter finns listade i Catalogue of Life.